# Alparslan Kuytul

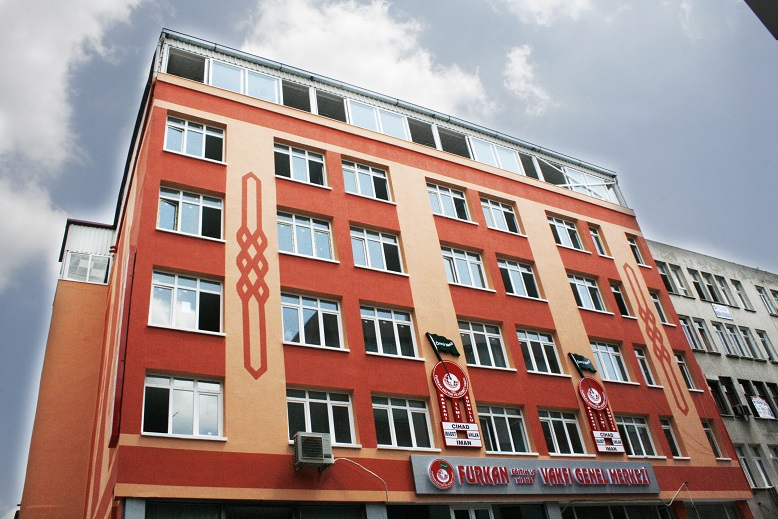
Die Zentrale in Adana (Türkei)

Alparslan Kuytul (* 20. August 1965 in Karataş bei Adana) ist der Gelehrte und geistige Führer der Furkan-Bewegung. Der deutsche Verfassungsschutz beurteilt sie als extremistische Organisation, welche die Errichtung einer „Islamischen Zivilisation“ anstrebe.
Durch seine Bemühungen in den 1980er Jahren entstand 1994 die Furkan Eğitim ve Hizmet Vakfı (Furkan Erziehungs- und Hilfsorganisation), die heute in mehr als 35 Städten in der Türkei und im Ausland Niederlassungen hat.
Alparslan Kuytul wurde Ende Januar/Anfang Februar 2018 in Adana in der Türkei verhaftet und kam in Untersuchungshaft in der türkischen Stadt Bolu, während die Räumlichkeiten seiner Bewegung in Adana polizeilich geschlossen wurden. Er wurde u. a. wegen Gründung einer verbotenen Vereinigung, Urkundenfälschung und Betrug unter Ausnützung der Religion angeklagt, am 5. Dezember 2019 mit Auflagen freigelassen und im September 2020 wegen „Veranstaltung einer unerlaubten Demonstration“ und „Behinderung Beamter“ (während einer Versammlung in İskenderun im Mai 2016) zu insgesamt 4 Jahren, 10 Monaten und 15 Tagen Haft verurteilt, jedoch – aufgrund der bereits in Untersuchungshaft verbrachten Zeit – nicht wieder inhaftiert. Im November desselben Jahres wurde er von anderen, schwerwiegenderen Anklagen freigesprochen. Eine weitere Inhaftierung im Mai 2022 wegen angeblicher Entführung eines Geschäftsmannes endete nach 13 Monaten Untersuchungshaft im Juni 2023 ebenfalls mit Entlassung. Im Januar 2025 wurde in der türkischen Presse irrtümlich berichtet, Kuytul sei erneut inhaftiert worden, nachdem 34 seiner Anhänger während einer Kundgebung in Ankara in Polizeigewahrsam genommen wurden.